# Haut-Rhin
Haut-Rhin (68) is een Frans departement.
Op 1 januari 2021 zijn de departementsraden van Bas- en Haut-Rhin gefuseerd tot de Conseil départemental d'Alsace.

## Geschiedenis
Het departement werd gecreëerd tijdens de Franse Revolutie op 4 maart 1790 in uitvoering van de wet van 22 december 1789, uitgaand van de zuidelijke helft van de provincie Elzas (Haute-Alsace). Dit gebied is niet hetzelfde als de Duitse provincie Opper-Elzas, het zuidelijke deel van Elzas-Lotharingen. De noordelijke helft werd Bas-Rhin.
De grenzen werden verschillende keren gewijzigd:
- In 1798 werden Mulhouse (een voormalige vrije rijksstad) en de laatste Zwitserse enclave in het zuiden overgenomen.
- In 1800 werd het departement Mont-Terrible volledig overgenomen.
- In 1814 gingen de gebieden die deel uitmaakten van Mont-Terrible terug naar Zwitserland, met uitzondering van het oude prinsbisdom Montbéliard.
- In 1816 ging Montbéliard terug naar Doubs.
- In 1871 werd een groot deel geannexeerd door Duitsland (Vrede van Frankfurt). Het resterend gedeelte vormde vervolgens het Territoire de Belfort.
- In 1919 werd het weer Frans (Verdrag van Versailles), maar het bleef gescheiden van het Territoire de Belfort.

Als gevolg van de Duitse annexatie kent het departement Haut-Rhin, net als de departementen Bas-Rhin en Moselle, nog enkele wetsbepalingen die afwijken van die in de rest van Frankrijk, met name op het gebied van de scheiding van kerk en staat. Deze afwijkingen staan beschreven in het lemma Elzas-Lotharingen.

## Geografie
Het departement Haut-Rhin maakt deel uit van de regio Grand Est. Het wordt begrensd door de departementen Bas-Rhin, Vosges en het Territoire de Belfort. Het wordt anderzijds begrensd door Duitsland in het oosten (via de Rijn) en door de Zwitserse kantons Jura, Solothurn, Basel-Landschaft en Bazel-Stad in het zuiden.
Haut-Rhin bestaat uit vier arrondissementen:
- Altkirch
- Colmar-Ribeauvillé
- Mulhouse
- Thann-Guebwiller

Haut-Rhin bestaat uit 17 kantons:
- zie Kantons van Haut-Rhin.

Haut-Rhin bestaat uit 377 gemeenten:
- zie Lijst van gemeenten in het departement Haut-Rhin

## Demografie
De inwoners van Haut-Rhin heten Haut-Rhinois.

### Demografische evolutie sinds 1962
| Naam       | Index 1962 | Index 1968 | Index 1975 | Index 1982 | Index 1990 | Index 1999 | Index 2008 | Index 2019 |
| ---------- | ---------- | ---------- | ---------- | ---------- | ---------- | ---------- | ---------- | ---------- |
| Haut-Rhin  | 100,0      | 106,8      | 115,9      | 118,7      | 122,5      | 129,2      | 136,2      | 140,0      |
| Frankrijk* | 100,0      | 107,1      | 113,3      | 117,0      | 121,9      | 126,0      | 133,8      | 140,1      |

| Naam       | Inw./Km² 1962 | Inw./km² 1968 | Inw./km² 1975 | Inw./km² 1982 | Inw./km² 1990 | Inw./km² 1999 | Inw./km² 2008 | Inw./km² 2019 |
| ---------- | ------------- | ------------- | ------------- | ------------- | ------------- | ------------- | ------------- | ------------- |
| Haut-Rhin  | 155,4         | 166,0         | 180,2         | 184,5         | 190,4         | 200,9         | 211,7         | 217,6         |
| Frankrijk* | 84,2          | 90,1          | 95,4          | 98,5          | 102,7         | 106,1         | 112,7         | 119,7         |

Frankrijk* = exclusief overzeese gebieden
Bron: Recensement Populaire INSEE - 1962 tot 1999 population sans doubles comptes, nadien Population Municipale
Op 1 januari 2022 had Haut-Rhin 767.800 inwoners.

### De 10 grootste gemeenten in het departement
| #  | Gemeente    | Aantal inwoners (2022) |
| -- | ----------- | ---------------------- |
| 1  | Mulhouse    | 104.924                |
| 2  | Colmar      | 67.360                 |
| 3  | Saint-Louis | 22.530                 |
| 4  | Wittenheim  | 15.491                 |
| 5  | Illzach     | 15.115                 |
| 6  | Rixheim     | 14.125                 |
| 7  | Kingersheim | 13.265                 |
| 8  | Riedisheim  | 12.154                 |
| 9  | Cernay      | 11.737                 |
| 10 | Guebwiller  | 11.090                 |

## Afbeeldingen

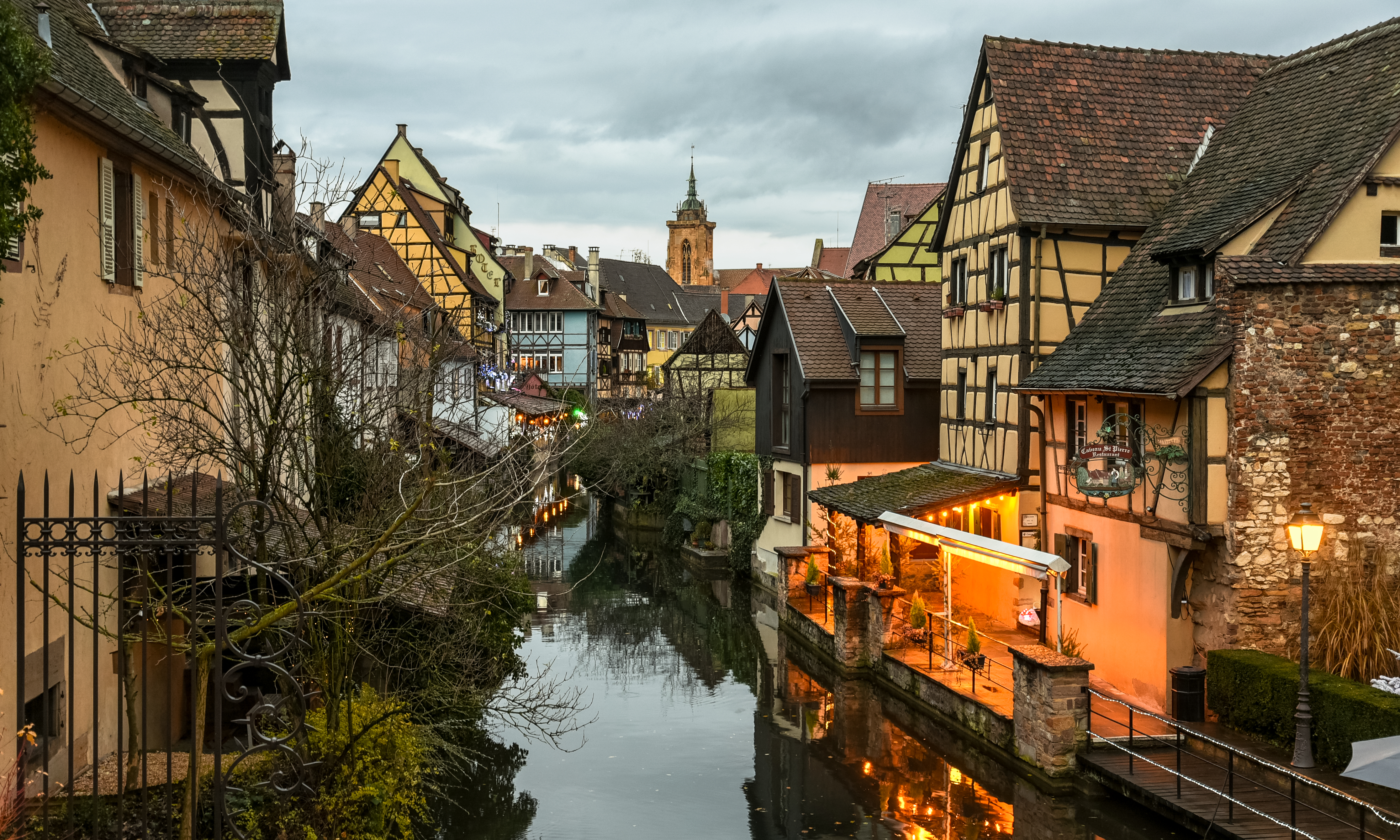
Petite Venise, Colmar
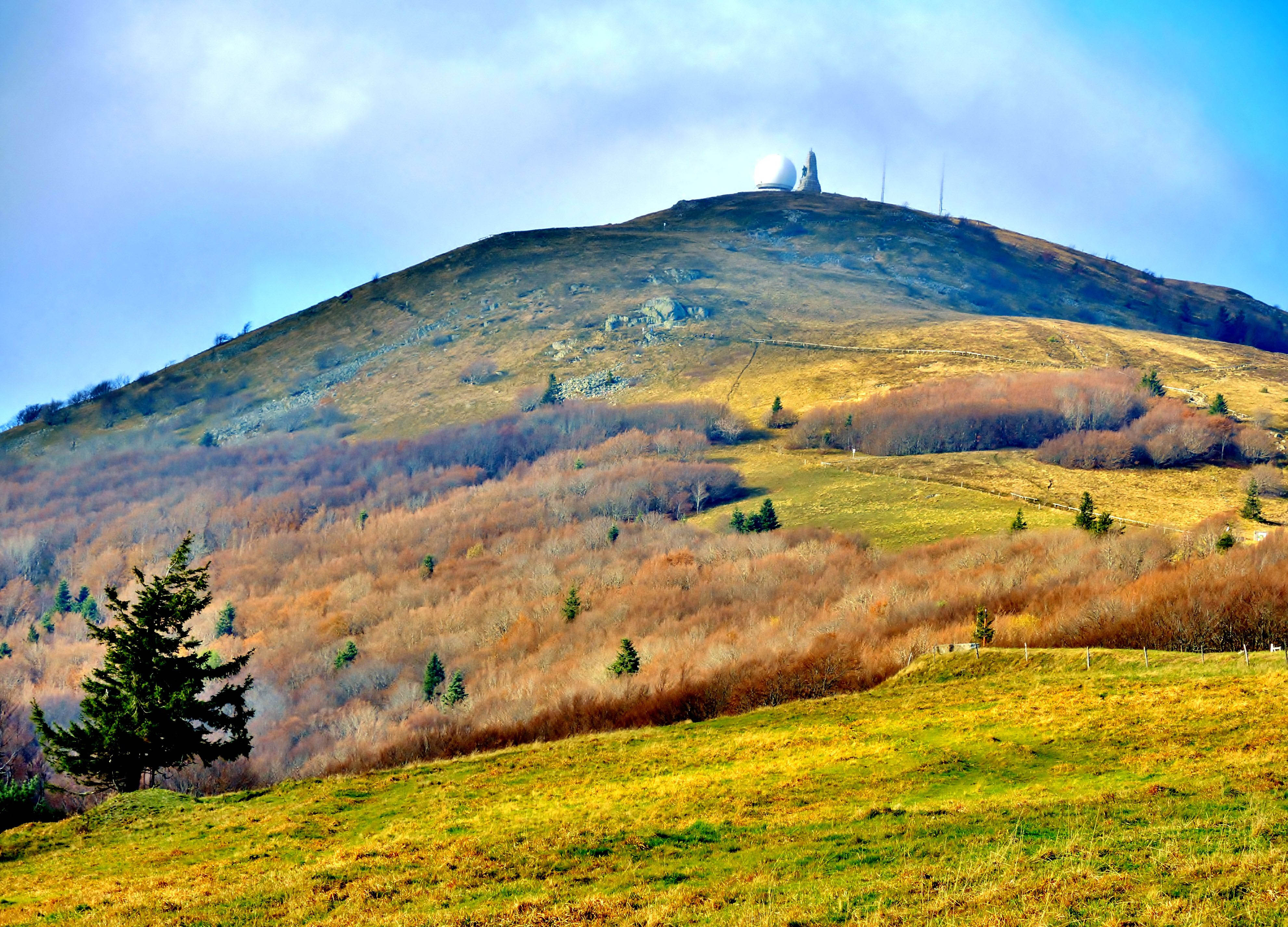
Grand Ballon
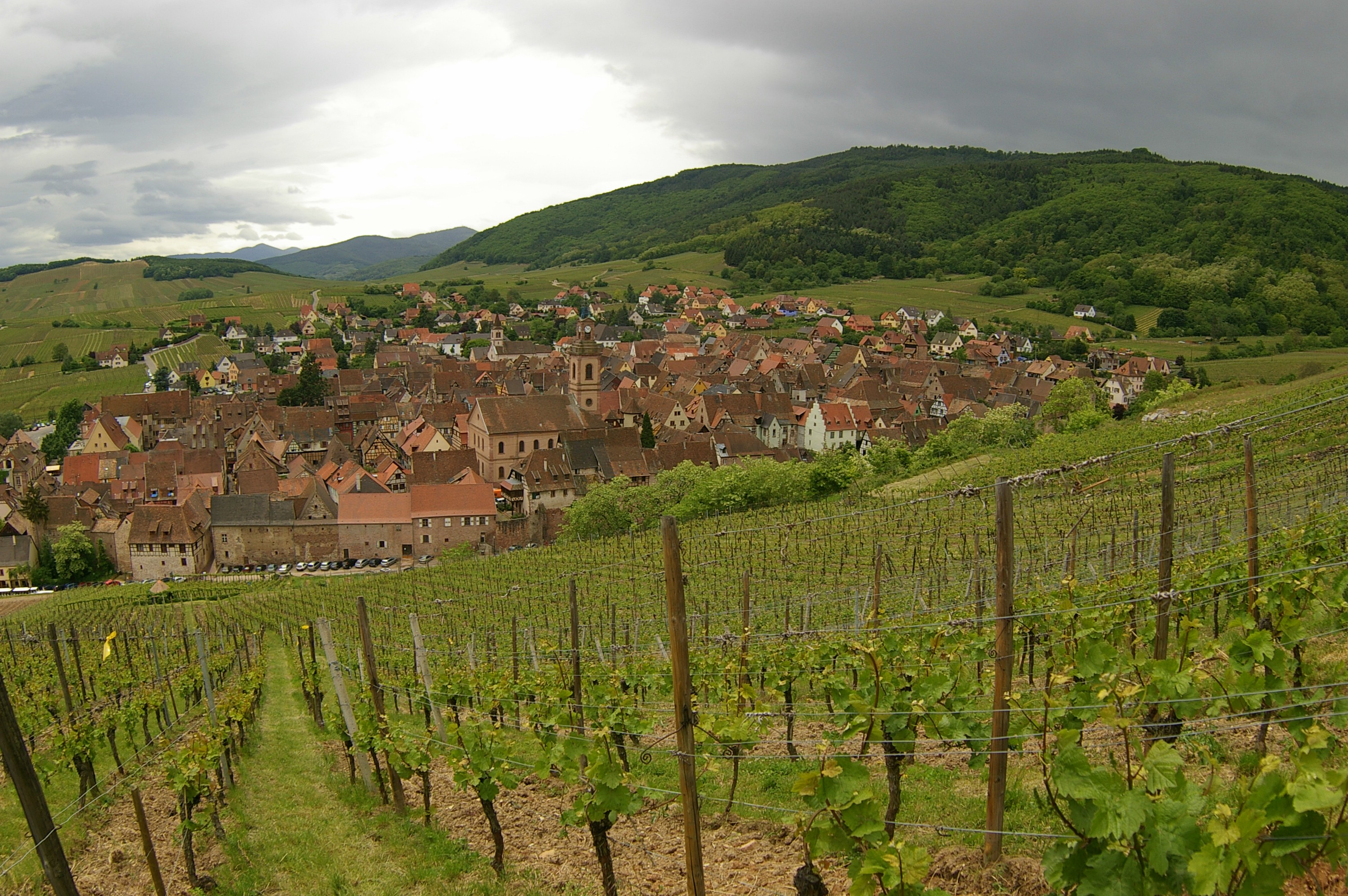
Riquewihr
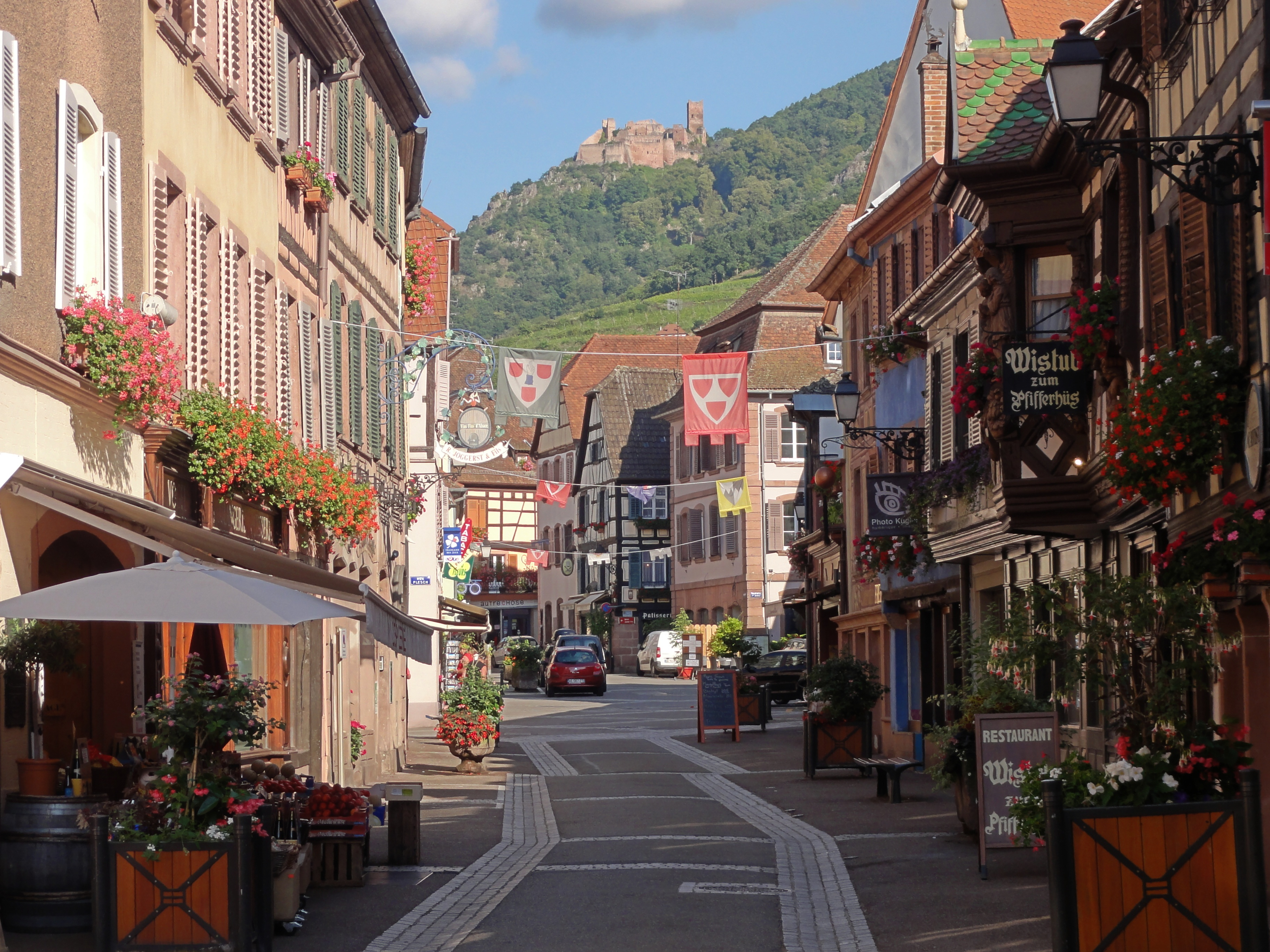
Ribeauvillé
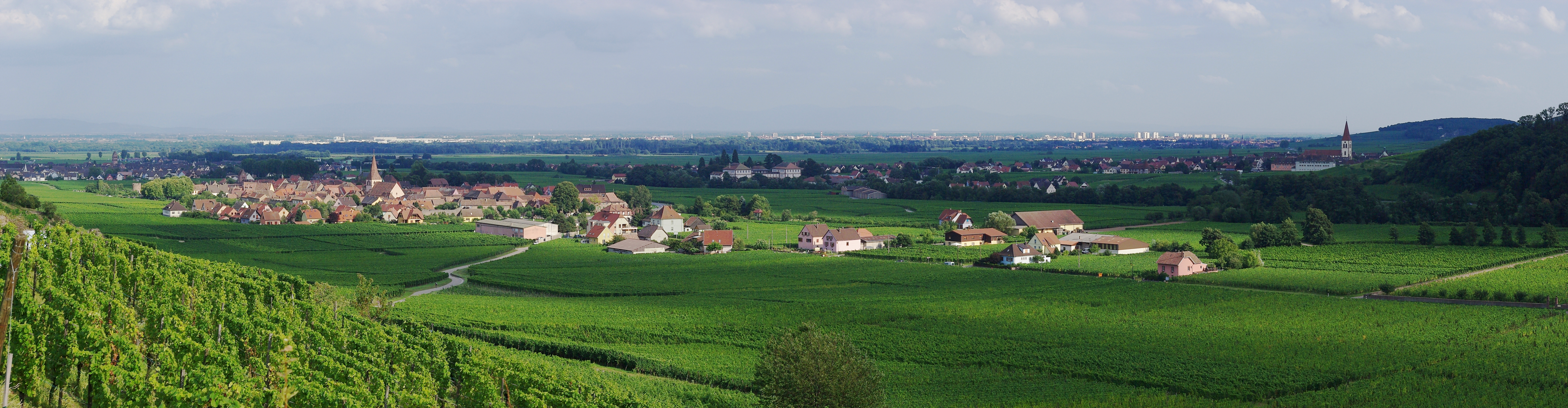
Kaysersberg
Uitzicht vanaf de Hohneck